# Мутница (природное явление)
Мутница — архангельское название схода мутной воды по Северной Двине за несколько дней до вскрытия реки.
По свидетельству российского путешественника Ф. Литке местные жители, которые живут на берегах Двины, знают, что мутница начинается ровно за девять дней до вскрытия льда. В это время вода становится настолько мутна, что её становится невозможно пить. Из-за этого в каждом жилище заблаговременно создаются запасы чистой воды в бочках, а государственным служащим казённая вода выделяется из портовых резервов. Время вскрытия реки вдоль русла обозначается подъёмами флагов разного цвета. 